# Vîșnivske, Bahmaci
Vîșnivske (în ucraineană Вишнівське) este un sat în comuna Biloveji-Perși din raionul Bahmaci, regiunea Cernihiv, Ucraina.

## Demografie
Componența lingvistică a localității Vîșnivske
     Ucraineană (100%)
Conform recensământului din 2001, toată populația localității Vîșnivske era vorbitoare de ucraineană (100%).